# Колозян, Бабкен Адамович
Бабке́н Ада́мович Колозя́н (1909—1994), член Союза Художников СССР, заслуженный деятель искусств Армянской ССР, художник.

## Биография
Родился 21 февраля 1909 года в Ереване. Окончив гимназию, поступил в художественное училище Еревана, где учился в конце 1920-х и начале 1930-х годов.
Продолжил образование в Ленинградской академии художеств, в мастерской профессора А. А. Осмёркина. Окончив академию в 1938 году, в 1939 году переехал в Ереван, где начал преподавать в Ереванском художественном училище. Со дня создания Ереванского художественно-театрального института в 1944 году был доцентом и заведующим кафедрой живописи, вплоть до ухода на пенсию в 1972 году.
За свою жизнь создал более 1000 полотен, оставив яркий след в живописи Армении XX века. Особенно знамениты его натюрморты и пейзажи, хотя и его портреты не уступают по своей художественной убедительности. Участвовал в нескольких десятках выставок, в том числе персональных (в 1948, 1959, 1966, 1981, 1989 годах). 
Награждён медалью «За трудовое отличие» (27.06.1956).
Последнее двадцатилетие жизни провел в селении Сагмосаван, в приобретённой в 1971 году творческой базе. Скончался 30 августа 1994 года и был похоронен там же, в Сагмосаване.
В 2004 и 2009 годах в Ереване состоялись посмертные выставки художника. Последняя выставка была посвящена 100-летию со дня рождения художника.